# Natal'ja Beljaeva
Natal'ja Vladimirovna Beljaeva-Hanikoğlu (in russo Наталья Владимировна Беляева-Ханикоглу?; Mosca, 23 giugno 1975) è una pallavolista russo-turca che gioca nel ruolo di schiacciatrice nel Beşiktaş.

## Palmarès

### Club
- Campionato turco: 3

2000-01, 2001-02, 2002-03
- Campionato russo: 2

2005-06, 2006-07
- Coppa di Turchia: 3

2000-01, 2001-02, 2002-03
- Coppa di Russia: 1

2004
- Challenge Cup: 1

2010-11

### Premi individuali
- 2006 - Top Teams Cup: Miglior attaccante